# Czech Open 2025 - Doppio
Il doppio del torneo di tennis professionistico Czech Open 2025, facente parte della categoria Challenger 100 nell'ambito dell'ATP Challenger Tour 2025, si è giocato dal 2 all'8 giugno a Prostějov, in Repubblica Ceca. Tra le coppie partecipanti erano assenti Ivan Liutarevich e Sergio Martos Gornés, i detentori del titolo.
In finale Petr Nouza e Patrik Rikl hanno sconfitto Lukáš Pokorný e Dalibor Svrčina con il punteggio di 4–6, 6–3, [10–4].

## Teste di serie
1. Sriram Balaji /  Miguel Ángel Reyes-Varela (primo turno)
2. Petr Nouza /  Patrik Rikl (campioni)

1. Grégoire Jacq /  Andreas Mies (primo turno)
2. Victor Vlad Cornea /  Karol Drzewiecki (primo turno)

## Wildcard
1. Maxim Mrva /  David Poljak (primo turno)

1. Jan Jermář /  Jan Klimas (primo turno)

## Ranking protetto
1. Andrew Paulson /  Matěj Vocel (quarti di finale)

## Tabellone

### Legenda
| - Q = Qualificato - WC = Wild card - LL = Lucky loser | - ALT = Alternate - SE = Special Exempt - PR = Protected Ranking | - w/o = Walkover - r = Ritirato - d = Squalificato |